# Lycopus hirtellus
Lycopus hirtellus là một loài thực vật có hoa trong họ Hoa môi. Loài này được Kom. mô tả khoa học đầu tiên năm 1932.